# Siilitie Station
Siilitie Station (finsk: Siilitien metroasema, svensk: Igelkottsvägens metrostation) er en station på
linje M1 og M2 på Helsinkis metro i området Herttoniemi i Øst-Helsinki. Den ligger 2,064 km fra Itäkeskus og 1,367 km fra Herttoniemi.
Stationen er tegnet af Jaakko Ylinen og Jarmo Maunula og åbnede 1. juni 1982. Den har fået navn efter en gade med samme navn.